# تپه روشندل اسکل ۴
تپه روشندل اسکل ۴ مربوط به سده‌های میانه دوران‌های تاریخی پس از اسلام است و در شهرستان زابل، بخش مرکزی، دهستان بنجار، ۱/۳ کیلومتری جنوبشرق روستای روشندل اسکل واقع شده و این اثر در تاریخ ۲۷ اسفند ۱۳۸۶ با شمارهٔ ثبت ۲۲۶۵۰ به‌عنوان یکی از آثار ملی ایران به ثبت رسیده است.